# Shin'ichi Suzuki
Pour les articles homonymes, voir Suzuki (homonymie).
Shin'ichi Suzuki (鈴木 鎮一, Suzuki Shin'ichi), né le 17 octobre 1898 à Nagoya et mort le 26 janvier 1998, est un violoniste et pédagogue japonais.

## Biographie
Son père, Masakichi Suzuki, violoniste et luthier, est le fondateur de la première usine de violons du Japon, Suzuki Violon Seizo Co., qui emploie rapidement plus de 1 000 ouvriers. Shin'ichi Suzuki ne commence pourtant pas avant 17 ans à apprendre le violon. Il commence avec Ko Ando à Tokyo, puis de 1921 à 1928, il est l'élève de Karl Klingler à la Hochschule für Musik de Berlin. En 1930, il retourne au Japon et devient directeur de la Teikoku Music School et chef de l'orchestre des cordes de Tokyo. Il fonde le quatuor Suzuki avec trois de ses frères et dirige également son propre orchestre à cordes. Il consacre la majeure partie de son temps à l'enseignement et à la pédagogie. Selon lui, tout enfant bien stimulé dans des conditions adéquates et dans un environnement de groupe peut atteindre un haut niveau de compétence instrumentale. 
En 1950, il fonde le Saint Kyoiku Kenkyu-kai à Matsumoto, où il applique sa méthode d'enseignement. Au cours des années suivantes, sa méthode est adoptée pour l'enseignement d'autres instruments. Il fait des tournées aux États-Unis et en Europe, où il donne des conférences et démontre sa méthode. 
Le nom Shin'ichi Suzuki est surtout associé à la « méthode Suzuki » d'apprentissage du violon. Cette méthode part de l'idée que l'apprentissage d'un instrument par la pratique quotidienne dès un très jeune âge peut être aussi simple que celui de la langue maternelle.